# Carl-Gunnar Hammarlund
Carl-Gunnar Hammarlund, dit  Cege, né le 20 mai 1921 et décédé le 15 septembre 2006, était un pilote de rallyes suédois et animateur de radios nationales de 1956 à 1973.

## Biographie

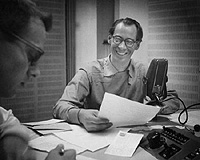
C-G Hammarlund au micro radiophonique, en 1967.

Ses vœux d'ouverture pour ses émissions de radio étaient un fameux "Hejsan-hejsan!" ("Bonjour, bonjour !"), connu de tous les foyers du pays.
Il fut également directeur de la Svenska BP, et président de la Société nationale pour la sécurité routière (NTF) entre 1970 et 1980.
Forces klaxons et clignoteurs étaient sa grande "marque de fabrique", lors du dépassements de ses concurrents.

## Palmarès
- Sextuple Champion de Suède des rallyes, en 1955 et 1956 sur Volkswagen, puis de 1959 à 1962 en Groupe sur Porsche Carrera 262;
- Vainqueur du rallye de Suède en 1954, sur Porsche (copilote Erik Pettersson);
- Vainqueur du rallye du soleil de minuit en 1954, sur Porsche (épreuve désignée comme "rallye de Suède" lors de son inscription au calendrier international);
  - 13e du rallye de Suède en 1959.